# 磷酸二乙酯乙烯酯
磷酸乙酯乙烯酯是一种磷酸酯，化学式为C6H13O4P，它在形式上是磷酸和乙醇与乙烯醇形成的酯。它可由亚磷酸三乙酯和氯乙醛反应制得。它和草酰氯在二氯甲烷中反应，可以得到乙烯基氯膦酸乙酯。